# Шатиловы
Шатиловы — древний русский дворянский род.
Восходит к концу XVI века и записан в VI части родословных книг губерний Московской, Орловской и Тульской. Представители рода жалованы поместьями (1616). Герб внесён в III часть Общего Гербовника.
Есть ещё два дворянских рода Шатиловых, восходящих к половине XVII века и записанных в VI части родословных книг губерний Тверской и Курской, и несколько родов Шатиловых, более позднего происхождения.

## Описание гербов

#### Герб Шатиловых 1785 г.
В Гербовнике Анисима Титовича Князева 1785 года имеется печать с гербом Ивана Ивановича Шатилова: в красном поле щита изображена зелёная река диагонально с правого верхнего угла к левому нижнему углу. Над рекой расположен золотой лапчатый крест. Щит увенчан коронованным дворянским шлемом с клейнодом на шее. Нашлемник: между двух буйволовых рогов, наполовину выходящий  воин. Цветовая гамма намёта не определена.

#### Герб. Часть III. № 58
В щите имеющем красное поле изображена Река означенная серебром диагонально с правого верхнего к левому нижнему углу, и над ней находится золотой Крест.
Щит увенчан дворянскими шлемом и короной. Нашлемник: между двух золотых Труб выходящий Лев. Намёт на щите красный, подложенный золотом. Герб рода Шатиловых внесён в Часть 3 Общего гербовника дворянских родов Всероссийской империи, стр. 58.

## Известные представители
- Шатилов Степан — воевода в Осташково (1616)
- Шатилов Лукьян — губной староста, воевода в Кашине (1626-1628).
- Шатиловы: Никифор и Фёдор Михайловичи, Прокофий Мокеевич, Степан Петрович — стряпчие (1692)[4][5].